# 張淩霞
張凌霞（康熙五十年－乾隆二十三年，即西曆1711年—1758年），山西省太原府太谷縣人。清朝將領，武榜眼。
乾隆二年（1737年）丁巳恩科一甲第二名武進士，授官二等侍衛。乾隆八年（1743年），授福建督標右營參將，曾署中軍副將。乾隆十二年（1747年），升福建督標中軍副將。乾隆十五年（1750年），任雲南開化鎮總兵官。乾隆十八年（1753年），以藍翎侍衛行走。

## 外部連結
- 張淩霞 （页面存档备份，存于） 中研院史語所